# Alby-sur-Chéran
 Alby-sur-Chéran  (en francoprovenzal Arbi) es una población y comuna francesa, en la región de Auvernia-Ródano-Alpes, departamento de Alta Saboya, en el distrito de Annecy y cantón de Alby-sur-Chéran.

## Demografía
| 810 | 782 | 799 | 1014 | 1224 | 1630 |
| Para los censos de 1962 a 1999 la población legal corresponde a la población sin duplicidades (Fuente: INSEE [Consultar]) |     |     |      |      |      |